# Kils socken
Kils socken i Närke ingick i Örebro härad, ingår sedan 1971 i Örebro kommun och motsvarar från 2016 Kils distrikt.
Socknens areal är 148,32 kvadratkilometer, varav 143,82 land. År 2000 fanns här 1 260 invånare. Orten och kyrkbyn Närkes Kil med sockenkyrkan Kils kyrka ligger i socknen. 

## Administrativ historik
Kils socken har medeltida ursprung. 
Vid kommunreformen 1862 övergick socknens ansvar för de kyrkliga frågorna till Kils församling och för de borgerliga frågorna till Kils landskommun. Landskommunen inkorporerades 1952 i Axbergs landskommun, som 1971 uppgick i Örebro kommun. Församlingen uppgick 2002 i Axbergs församling.
1 januari 2016 inrättades distriktet Kil, med samma omfattning som församlingen hade 1999/2000.  
Socknen har tillhört fögderier, tingslag och domsagor enligt vad som beskrivs i artikeln Närke. De indelta soldaterna tillhörde Närkes regemente.

## Geografi
Kils socken ligger nordväst om Örebro, norr om Tysslingen och grusåsen Karlslundsåsen. Socknen är en slättbygd i öster och bergsbygd i nordväst med höjder som i Kilsbergen i nordväst når 279 meter över havet.
Socknen gränsar till Nora socken i norr, till Ekers, Axbergs och Hovsta socknar i öster, till Gräve socken och Tysslinge socken i söder och till Vikers socken i väster.
Kils socken är en utpräglad jordbruksbygd, men förr var bergsbruket också en del av näringen. Flera hyttor har funnits, exempelvis Blackstahyttan och Ramshyttan, såväl som stångjärnshammare, exempelvis i Klockhammar. I nordöstra delen av socknen låg Hålahults sanatorium. I Kilsbergen ligger flera bygdeborgar, bland dem Ullavi klint.

### Herrgårdar och byar
| Centralort - Närkes Kil | Herrgårdar - Frösvidal - Klockhammar | Byar - Billinge - Blacksta - Blackstahyttan - Bocksboda - Broby - Falla - Frötorp - Hammarby - Hälleby | Byar, forts. - Lockenkil - Lockhyttan - Prästtorp - Ramshyttan - Rånnesta - Röcklinge - Ullavi - Vallby - Älgesta |

## Fornlämningar
Lösfynd och minst 13 boplatser från stenåldern är funna, samt tre gravfält från järnåldern. Fem fornborgar är kända, bland dem Ullavi klint.

## Namnet
Namnet (1301 Kijl) kommer troligen från prästgården. Namnet innehåller kil, syftande på ett kilformat jordstycke.

## Befolkningsutveckling
| Befolkningsutvecklingen i Kils socken 1750–1990                                                         | Befolkningsutvecklingen i Kils socken 1750–1990 | Befolkningsutvecklingen i Kils socken 1750–1990 | Befolkningsutvecklingen i Kils socken 1750–1990 | Befolkningsutvecklingen i Kils socken 1750–1990 |
| --- | ----------------------------------------------- | ----------------------------------------------- | ----------------------------------------------- | ----------------------------------------------- |
| |                                                 |                                                 |                                                 |                                                 |
| År |                                                 |                                                 | Folkmängd                                       |                                                 |
| 1750 | 1750                                            |                                                 | 1 185                                           |                                                 |
| 1760 | 1760                                            |                                                 | 1 183                                           |                                                 |
| 1769 | 1769                                            |                                                 | 1 266                                           |                                                 |
| 1780 | 1780                                            |                                                 | 1 244                                           |                                                 |
| 1790 | 1790                                            |                                                 | 1 286                                           |                                                 |
| 1800 | 1800                                            |                                                 | 1 335                                           |                                                 |
| 1810 | 1810                                            |                                                 | 1 295                                           |                                                 |
| 1820 | 1820                                            |                                                 | 1 421                                           |                                                 |
| 1830 | 1830                                            |                                                 | 1 666                                           |                                                 |
| 1840 | 1840                                            |                                                 | 1 787                                           |                                                 |
| 1850 | 1850                                            |                                                 | 1 961                                           |                                                 |
| 1860 | 1860                                            |                                                 | 2 122                                           |                                                 |
| 1870 | 1870                                            |                                                 | 2 302                                           |                                                 |
| 1880 | 1880                                            |                                                 | 2 283                                           |                                                 |
| 1890 | 1890                                            |                                                 | 2 134                                           |                                                 |
| 1900 | 1900                                            |                                                 | 2 127                                           |                                                 |
| 1910 | 1910                                            |                                                 | 2 029                                           |                                                 |
| 1920 | 1920                                            |                                                 | 1 937                                           |                                                 |
| 1930 | 1930                                            |                                                 | 1 805                                           |                                                 |
| 1940 | 1940                                            |                                                 | 1 510                                           |                                                 |
| 1950 | 1950                                            |                                                 | 1 278                                           |                                                 |
| 1960 | 1960                                            |                                                 | 1 106                                           |                                                 |
| 1970 | 1970                                            |                                                 | 856                                             |                                                 |
| 1980 | 1980                                            |                                                 | 1 049                                           |                                                 |
| 1990 | 1990                                            |                                                 | 1 218                                           |                                                 |
| Anm: Källor: Umeå universitet - Tabellverket 1749-1859, Demografiska databasen, CEDAR, Umeå universitet |                                                 |                                                 |                                                 |                                                 |